# Chitina (Alasca)
Chitina é uma Região censo-designada localizada no estado americano de Alasca, no Distrito de Valdez-Cordova.

## Demografia
Segundo o censo americano de 2000, a sua população era de 123 habitantes.

## Geografia
De acordo com o United States Census Bureau, a localidade tem uma área de 248,0 km², dos quais 219,2 km² cobertos por terra e 28,8 km² cobertos por água.

## Localidades na vizinhança
O diagrama seguinte representa as localidades num raio de 72 km ao redor de Chitina.